# 顾阿桃
顾阿桃（1914年—1998年），江苏省太仓县人，中國大陸文化大革命時期知名人物。本出身農民，因能熟練背誦毛主席語錄並俚俗化演繹中共中央精神指示而知名一時。曾任中共九大代表、江蘇省革命委員會常委，文革後重新務農。

## 生平
顧阿桃祖辈為渔民，從未读过书，文化水平不高。其早年嫁给一位贫苦农民，生育有四儿一女，全家拥挤在一间半草屋内苦度生涯。
1965年，林彪夫人叶群到太仓县沙溪镇洪泾村参加“四清”工作队蹲点，发现顧阿桃语言俚俗、生动、合韵，诸如“旧社会把我们当棵草，新社会把我们当成宝”，“我是药材店的揩台布，甜酸苦辣都尝过”，“现在我们的日子像芝麻开花节节高”，等等。常有即兴发挥，天然妙得，很有煽动性和说服力。她记忆力强，能背诵许多毛主席语录和老三篇。被树立成为讲用心得体会的学习毛主席著作积极分子、“用毛泽东思想武装头脑的一个新型农民”。到处有人她请到各地传授学习经验。因为不识字，请人画示意图利用“看图说话”提示宣讲。
1966年被邀赴京参加国庆观礼。在天安门城楼上，她曾双手送给毛主席一份她的看图讲用稿。1969年，当上了中共九大代表、不脱产的江苏省革命委员会常委、地区县的领导成员。每次运动都有记者采访她，报上都有她配合政治时事、紧跟中央的表态性发言，作为社会动员的符号、典型样板。
她的例子，被引用来证明“毛泽东思想已经在我国七亿人民中生根、发芽、开花、结果。毛泽东思想培育着革命化的新人”。1976年免职回乡，重新务农。
一位目不识丁的农妇被利用、树为“学毛著标兵”的“顾阿桃现象”遭到人们的批评。有副对联讽刺说“顾阿桃指点陈寅恪做学问，甫志高教导许云峰讲气节”，虽然缺乏同情的理解、宽容，却表达了一种引起普遍共鸣的谴责。
从辉煌重归平淡的她，晚年种责任田和自留地挣钱；靠卖冰棍补贴生活。村里还发放每人100多元的养老金。仍被乡亲尊敬地称为“顾妈妈”。
其1960年代学习毛选的事迹，2000年代被收录进编纂中的地方志太仓名人录。该新闻被记者解读为说明人们开始“公正、客观地审视历史，也说明政治包容度越来越大”。